# Llanxes de desembarcament
Les llanxes de desembarcament són embarcacions prou grosses per a transportar tropes, del sector especialitzat en operacions amfíbies d'un exèrcit, a platges. Transporten normalment entre 200 i 400 homes, vehicles i equipament.
A la Primera Guerra Mundial França, Regne Unit, els Etsts Units i altres contendents les varen començar a fer servir. També les va utilitzar l'exèrcit espanyol pel desembarcament d'Alhucemas l'any 1925, a la costa del que era el protectorat espanyol al Marroc. Eren indispensables en accions amfíbies, com les realitzades a Normandia i les illes del Pacífic durant la Segona Guerra Mundial. Aquesta època va ser el punt àlgid de l'ús de llanxes de desembarcament, fabricades específicament per aquest fi, amb dissenys de la Marina dels Estats Units d'Amèrica, de la Marina del Regne Unit i usades per la Marina Imperial Russa i la Marina del Japó.
Per poder arribar fins a la platja, les llanxes de desembarcament són motoritzades i tenen un fons pla sense quilla i a la proa hi ha una rampa plana abatible fent de pont perquè les tropes i vehicles en puguin eixir. Aquestes llanxes es maniobren des de la popa, fan ràpids desplaçaments de pocs centenars de metres tot i que no són gaire estables.

## Història
En els dies de la navegació a vela, els bots auxiliars de la nau portadora servien per al desembarcament. Amb aquests bots a rem n'hi havia prou per a transportar els infants de marina (infanteria lleugera), en campanyes en llunyanes colònies contra els oponents natius.
A la Guerra del Pacífic (1879-1883) entre Xile i Bolívia i el Perú, amb el propòsit de donar suport a les operacions amfíbies de tropes xilenes durant el desembarcament a Pisagua (1879) i transportar significatives quantitats de càrrega per desembarcar les tropes, directament en una costa no preparada a tals operacións. El govern de Xile va fer construir barcasses de fons pla per les operacions de desembarcament amb les quals varen transportar 1.200 homes en el primer desembarcament i 1.800 homes a l'immediat següent desembarcament.

### Noves necessitats

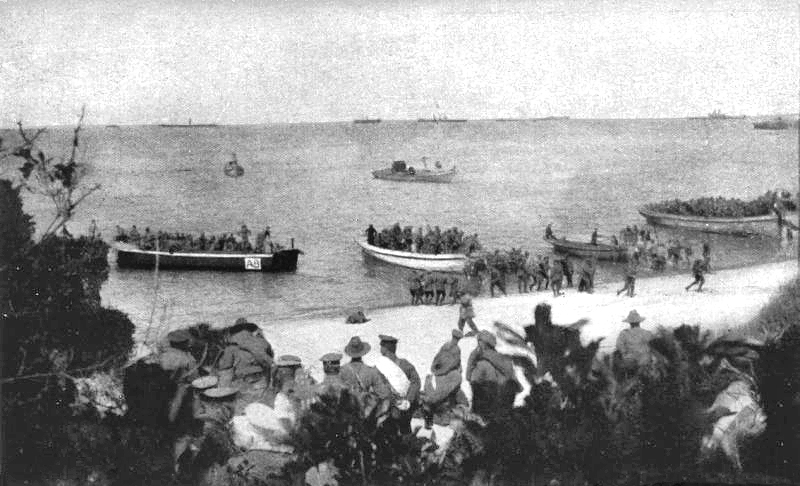
Platja Anzac, Gallipoli. 25 d'abril de 1915.

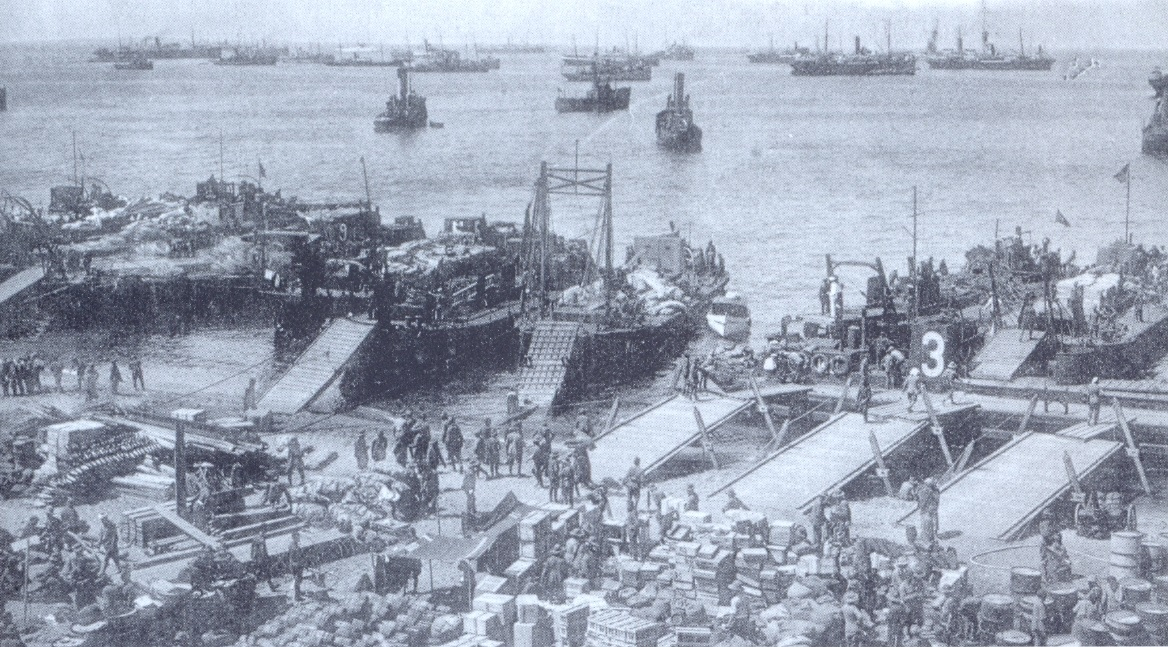
Barques de desembarcament a la platja del 'Morro Nuevo' any 1925

Durant la Primera Guerra Mundial, la mobilització en massa de tropes equipades amb armes de tir ràpid va convertir aquells navilis en obsolets. Al febrer de 1915, a la Gran Bretanya del Regne Unit es van impartir ordres per al disseny d'embarcacions de desembarcament construïdes específicament per a aquest propòsit. Es va crear un disseny en quatre dies que va resultar en una comanda de 200llanxes de nom Lighters X (en català: Lleugers X) amb una proa en forma de cullera per encallar-se a les platges i deixar caure una rampa frontal. El seu primer ús va ser quan aquestes embarcacions van ser remolcades al mar Egeu i es van emprar en els desembarcaments del 6 d'agost a la badia de Suvla, durant la batalla de Galípoli (1915).

### Rússia
La Marina Imperial Russa va construir una sèrie de barcasses de motor per fer desembarcaments però eren massa petites i poc dignes per al seu previst teatre d'operacions al Mar Negre. Estaven destinats als desembarcaments previstos al Mar de Màrmara, però, en lloc d'això, es va dissenyar una nova classe, basada en el patró generalitzat dels vaixells de vapor mercants del Mar Negre. Normalment eren molt lleugers a la proa, tenint tota la maquinària concentrada a la popa, cosa que permetia fer una fàcil entrada en platjes a qualsevol costa que tingués un suau pendent i, sovint, eren equipades amb una rampa a proa per fer ràpida la descàrrega. Això va donar lloc a una classe, de nom Elpidifor (en rús Ельпіфідор), de 1.500 tones i de 1.500 CV, anomenada així per ser aquest el nom de Elpidifor Paramonov, empresari que tenia vaixells mercants amb el seu nom. Amb un calat de 1,8 m i equipats amb tancs de llast i el casc reforçat per seguretat, podien desembarcar 1.000 soldats a pràcticament qualsevol platja. Si bé els desembarcaments per als quals van ser creats mai no van ocòrrer, els vaixells van resultar força útils i van tenir una llarga vida donant suport a la Campanya del Caucas i més endavant com a transportadors de mines, barques amb canons i pel servei de transport.

### Espanya
El desembarcament de 13.000 infants de marina de l'Exèrcit Espanyol a la badía d'Alhucemas (1925), a la costa del Marroc, es va fer usant barcasses comprades a Gibraltar que havien participat en el desembarcament britànic a Gallipoli deu anys abans.

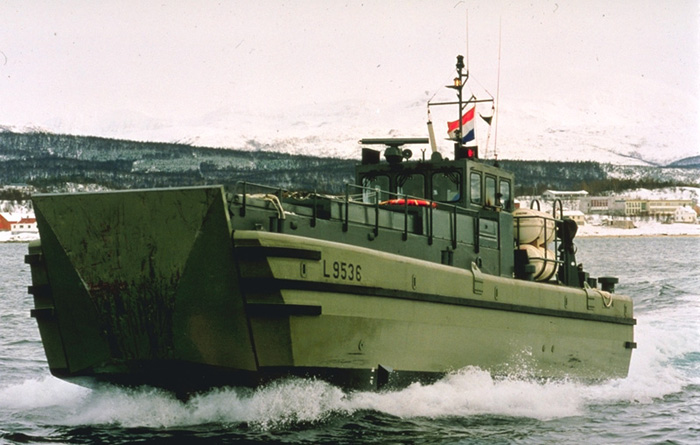
Llanxa de desembarcament holandesa.

### Gran Bretanya
Els X Lighters, anomenats pels soldats 'escarabats', desplaçaven 135 tones i estaven basats en les barcasses londinenques de 32,20 m de llarg, 6,4 m d'ample i 2,29 m de calat. Els motors usaven normalment gasoli. Els britànics van usar cinc d'aquestes embarcacions durant l'evacuació de Dunkerque.

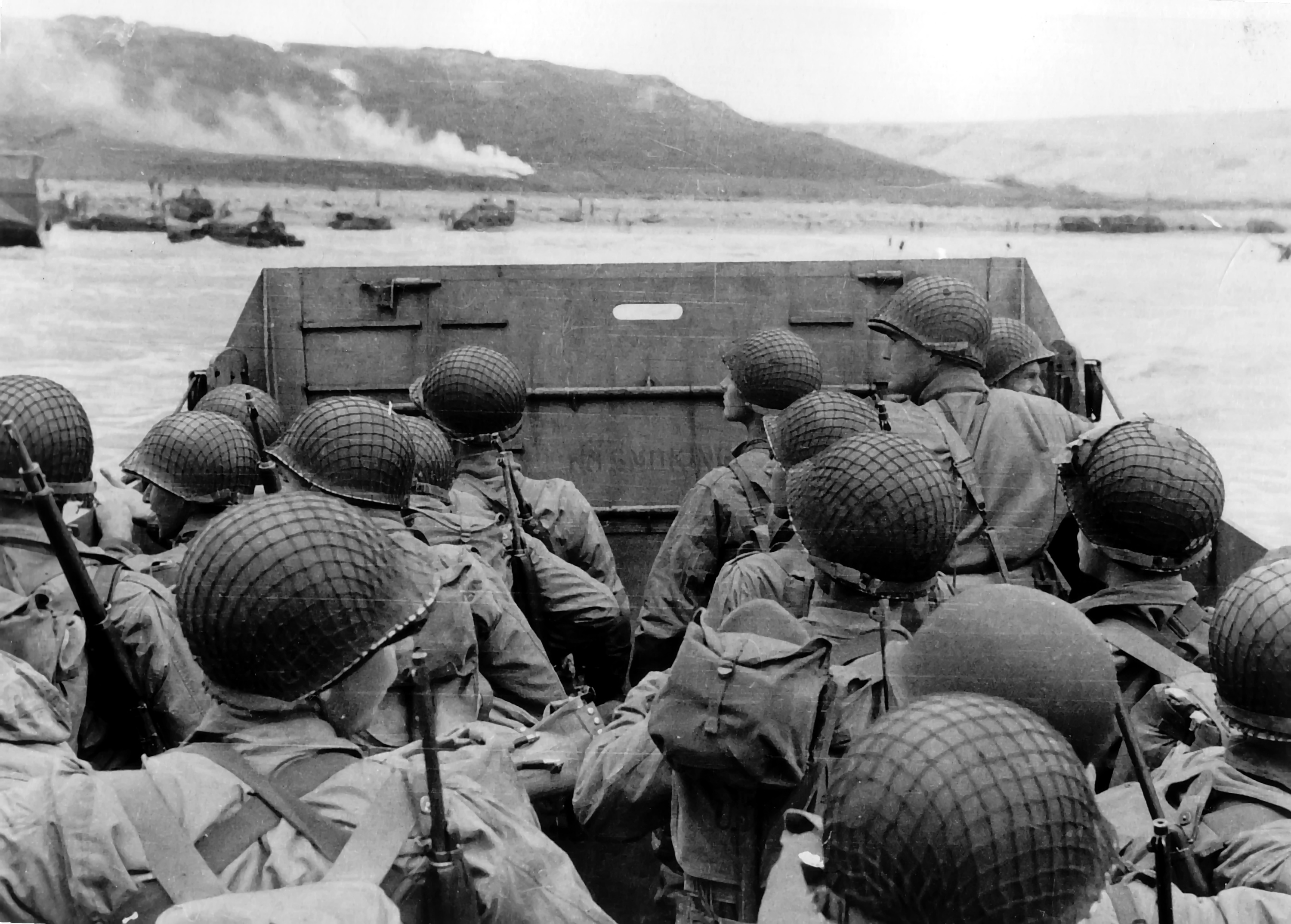
Llanxa de desembarcament usada durant la Invasió de Normandia en la Segona Guerra Mundial.

Es va desenvolupar un pla per desembarcar carros de combat pesats britànics des de pontones en suport durant la Tercera Batalla de Yprés però aquest pla va ser abandonat.

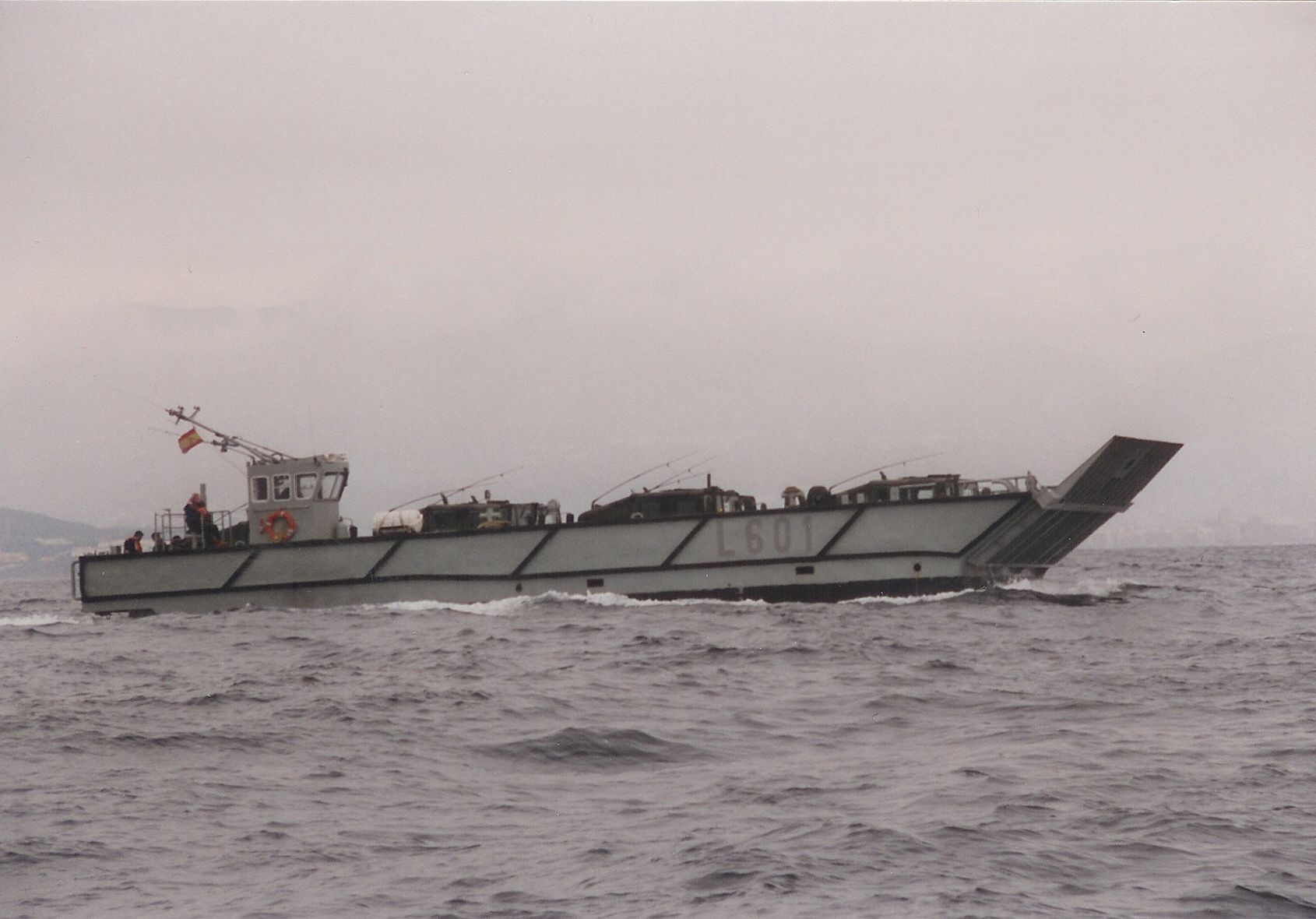
Llanxa de desembarcament espanyola LCM-1I.

Es van fabricar llanxes de desembarcament motoritzades (en anglès: Motor Landing Craft) per a Royal Navy britànica l'any 1920, que podien dipositar directament a la platja carros de combat. Des de l'any 1924 la motorització va ser usada a llanxes de desembarcament en els exercicis anuals de desembarcaments amfibis. Posteriorment, es coneixia com a Landing Craft, Mechanized (LCM) (Llanxa de Desembarcament, Mecanitzada). Durant la dècada de 1930, l'Exèrcit Britànic va fer exercicis d'assalt amfibi. Després d'una recerca realitzada pel Centre d'Entrenament i Desenvolupament (en anglès: Inter-Service Training and Development Centre) l'any 1938 va ser dissenyada una embarcació usada per al desembarcament d'infanteria, la llanxa de desembarcament d'assalt (en anglès: Landing Craft Assault) i un nou disseny per desembarcar un tanc (carro de combat), la Llanxa de Desembarcament Mecanitzada (en anglès: Mechanized Landing Craft (o LCM 1).
L'any 1920, els britànics van produir el Motor Landing Craft, basant-se en l'experiència amb el transport blindat inicial Beetle. L'embarcació podia dipositar un tanc mitjà directament sobre una platja. Des de 1924 es feia servir en exercicis anuals de desembarcament amfibi. Es va construir un prototip de desembarcament motoritzat l'any 1926.

### Japó
La Marina Imperial Japonesa va usar llanxes de desembarcament durant la Segona Guerra Mundial. També varen usar-les en la guerra contra la Xina.
- Chuhatsu
- Daihatsu
- Mokusei Daihatsu
- Shohatsu
- Toku Daihatsu

### Estats Units d'Amèrica del Nord
Els Estats Units van fer l'aproximació moderna a la guerra amb medis amfíbis entre l'any 1913 i mitjans la dècada de 1930, quan l'Armada dels Estats Units i el seu Cos d'Infanteria de Marina van voler establir bases militars a països enemics, en temps de guerra; la Base Avançada (en anglès: Advanced Base Force) va evolucionar oficialment com "Força de Marines" (en anglès: Fleet Marine Force, FMF) l'any 1933. L'any 1939, durant exercicis de desembarcament, es va estudiar el potencial militar del disseny d'Andrew Higgins d'una llanxa motoritzada de petit calat. Aquestes llanxes, anomenades 'Llanxes de Higgins', van ser revisades i autoritzades per l'Oficina de Construccions i Reparacions Navals dels Estats Units. Ràpidament, les llanxes Higgins van ser desenvolupades en un disseny final amb una rampa i van ser construïdes en grans quantitats.

## Segona Guerra Mundial

### Llanxes especialitzades pel desembarcament d'infanteria
Durant la segona guerra mundial es van desenvolupar moltes embarcacions especialitzades en desembarcament, tant per a infanteria com per a vehicles. A novembre de 1938, el centre britànic de formació i desenvolupament (en anglès, Inter-Service Training and Development Centre) va proposar un nou tipus d'embarcacions per desembarcar. Les seves especificacions eren: tenir un pes de menys de deu tones de desplaçament, per poder transportar els trenta-un homes d'un pelotó de l'exèrcit britànic i cinc tècnics d'assalt o senyalitzadors, i ser tan poc profundes com per que, al desembarcar, els soldats només s'enfonsessin dins l'aigua fins als genolls.
J. S. White va construir un prototip i vuit setmanes més tard es feien proves al riu Clyde. Tots els dissenys d'embarcacions de desembarcament havien de complir un compromís entre dues prioritats divergents: les qualitats que fan un bon vaixell són oposades a les que fan que una embarcació sigui apta per arribar a la platja. L'embarcació tenia un casc construït de taulons de caoba de doble diagonal. Els costats eren forjats amb armadura "DIHT" de 10 lliures, un acer tractat tèrmicament a base d'acer D1, en aquest cas, Resista ¼ de Hadfield.
Els ginys de desembarcament d'assalt (Landing Craft Assault, en anglès) varen seguir sent el vaixell de desembarcament britànic i de la Commonwealth més comú a la Segona Guerra Mundial i el vaixell més senzill admès als llibres de la Royal Navy el dia ‹D›. Abans de juliol de 1942, aquestes embarcacions eren conegudes com a ‹Assault Landing Craft› (ALC), però després s'utilitzava ‹Landing Craft; Assault› (LCA) per adaptar-se al sistema conjunt de nomenclatura EUA-Regne Unit.
Llanxes de desembarcament (en anglès: Landing Craft Navigation, LCN) de nou tones van ser usades pels Royal Marines i pel Special Boat Service per explorar llocs de desembarcament.
Les llanxes de desembarcament i control (en anglès: Landing Craft Control, LCC) eren embarcacions de 56 peus de l'Armada dels Estats Units, que solament transportaven una tripulació d'exploradors amb el recentment desenvolupat radar. Servien per a trobar i seguir les rutes més segures cap a la platja, rutes que havien d'estar sense obstacles i mines. Hi va haver vuit d'aquestes llanxes en la invasió de Normandia (dues per cada platja). Després d'això, van ser utilitzades com a recursos de comandament i control de propòsit general durant la resta de la invasió.
Les llanxes de desembarcament més petites eren pel desembarcament de vehicles de tracció per erugues (Landing Vehicle Tracked, LVT) amb transport de personal (algunes vegades blindades). Tenien una capacitat per portar tres tones. Els britànics van introduir el seu propi vehicle amfibi, anomenat Terrapin.
La llanxa de desembarcament més petita era de 10 tones per a desembarcar personal. La més petita, britànica, era la llanxa de desembarcament d'assalt (en anglès: Landing Craft Assault, LCA) de 13 tones. Aquestes eren llanxes petites transportades per vaixells més grans i portades al davant de la platja objectiu. Normalment, transportaven fins a 36 soldats totalment equipats. Algunes vegades la llanxa tenia una cabina de pilotatge tancada i sovint era usada com a bot de comandament. Mancava d'una rampa de càrrega, però la LCA sí que la tenia.
La llanxa nord-americana de desembarcament de vehicles i personal (en anglès: Landing Craft Vehicle/Personnel, LCVP), també coneguda com a Higgins Boat, era una variant més flexible de la LCPL amb una àmplia rampa. Podia transportar 36 soldats i un vehicle petit com un Jeep o una quantitat equivalent de càrrega.
La llanxa de desembarcament mecanitzada (en anglès: Landing Craft, Mechanized) era més gran (36 tones) podia transportar un tanc (carro de combat) petit o transportar 100 soldats.
Cap de les embarcacions anteriors era capaç de completar un viatge que durés aproximadament 12 hores, principalment per limitacions en la quantitat de combustible. La llanxa de desembarcament d'ús general (en anglès: Landing Craft Utility, LCU) és per transportar equipament i tropes a la costa. Aquestes llanxes són capaces de transportar vehicles d'erugues o de rodes i tropes des dels vaixells d'assalt amfibi fins als caps de platja o molls.

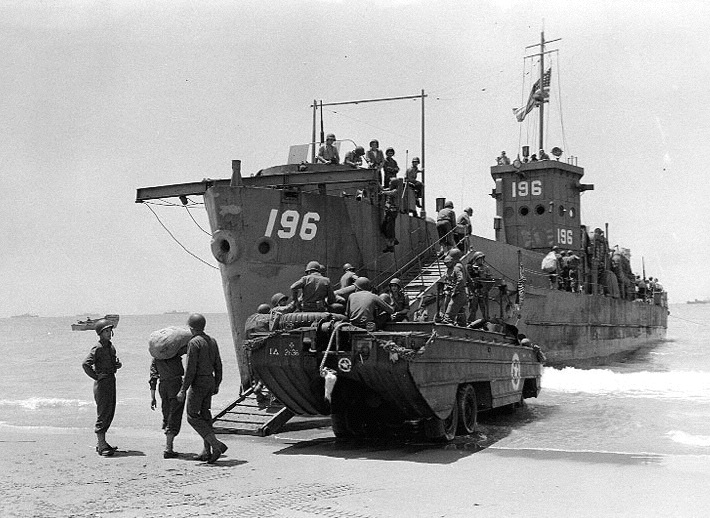
La LCI(L) 196 i un DUKW durant la invasió de Sicília l'any 1943 durant la Segona Guerra Mundial.

Després estava la llanxa gran de desembarcament d'infanteria (en anglès: Landing Craft Infantry (Large) o LCI (L)), tenia autonomia per a viatges més llargs. Algunes van salpar directament des del Regne Unit per prendre part en els desembarcaments de l'Operació Torch i en les operacions de l'Armada dels Estats Units al Pacífic. Les LCI(L) tenien aproximadament 48 metres de llarg, set metres de mànega i podien transportar fins a 200 soldats. Existien diversos tipus d'embarcacions, sent la més freqüent la versió de transport d'infanteria, la LCI, però també van servir com a plataforma de llançaments de coets (LCI (R)) i per instal·lar-hi morters (M) i canons (G), així com fer les funcions de vaixell almirall. Tot i que estava dissenyada per encallar a la platja, aquestes tendien a tenir una proa normal amb rampes instal·lades a cada bord per descendir. Les LCI van ser reclassificadas als Estats Units com a vaixell de desembarcament d'infanteria (en anglès: Landing Ship Infantry, LSI) l'any 1949.
Una llanxa de grandària similar era la llanxa de desembarcament de carros de combat (en anglès: Landing Craft Tank, LCT), que podia transportar fins a quatre tancs o altres vehicles. Aquestes tenien una rampa al capdavant per descendir a la platja i tenien darrere de la rampa, la coberta de tancs, era on se situaven els vehicles. Existien molts dissenys i grandàries diferents.
El següent model en grandària era per desembarcament de tancs (en anglès: Landing Ship Tank, LST) que portava més vehicles que la LCT (20 en les versions nord-americanes) i tenia una proa d'aspecte normal, encara que realment les proes estaven formades per portes que s'obrien perquè es pogués desplegar una rampa per baixar. Totalment carregada, aquests vaixells desplaçaven més de 3.000 tones, això era més que el que desplaçava qualsevol destructor de la Royal Navy d'aquest període.
Finalment, hi havia el vaixell de desembarcament de dic (en anglès: Landing Ship Dock, LSD), que posseïa un gran compartiment obert en la part posterior. En obrir una porta a la popa i inundant compartiments especials, feia que aquesta àrea fos accessible navegant directament des del mar a embarcacions de la grandària de les LCI, permetent-les entrar i sortir usant els seus propis mitjans de propulsió. La nomenclatura britànica inicial usava diferents tipus de noms que van portar a l'ús de variacions tals com a Llanxa de Desembarcament d'Assalt (en anglès: Assault Landing Craft), Llanxa de Desembarcament d'Infanteria (en anglès: Infantry Landing Craft) i Llanxa de Desembarcament de Tancs (en anglès: Tank Landing Craft).
Com que eren força petits, a la majoria no se li donava cap nom i simplement els eren assignats codis, per exemple: LCT 304. Els LST eren una excepció a això, atès que eren d'una grandària similar a la d'un creuer petit. Tres LST construïdes pels britànics també van ser batejades com HMS Bóxer, HMS Bruiser i HMS Thruster, que eren més grans que les del disseny nord-americà. També estaven equipades amb xemeneies.

### Armament
Moltes llanxes del tipus DUKW van ser equipades amb metralladores antiaèries Browning calibre 0,50. A les tripulacions de les LCA els lliuraven metralladors Lewis calibre 0,303 per ser usades com a protecció antiaèria o contra blancs a la costa i eren muntades i protegides en la part davantera a babord de l'embarcació. Els models posteriors estaven equipats amb dos morters de 2 polzades (51 mm) i dues metralladores Lewis o Bren de calibre 0,303. Les tripulacions de les LCM 1 estaven equipades amb metralladores Lewis, i moltes LCM 3 tenien muntades metralladores Browning calibre 0,50 per a protecció antiaèria. També era possible què les tropes a bord poguessin usar les seves pròpies armes.
Les LCI i les LCT portaven armes tals com el canó d'Oerlikon de 20 mm a cada costat de l'estructura del pont. Les LST tenien un armament més pesant.

### Llanxes de desembarcament de l'Armada Imperial Japonesa
L'Armada Imperial Japonesa va operar els següents tipus de llanxes de desembarcament durant la Segona Guerra Mundial:
- Chuhatsu
- Daihatsu
- Mokusei Daihatsu
- Shohatsu
- Toku Daihatsu

## Llanxes de desembarcament especials de la Segona Guerra Mundial
Algunes llanxes de desembarcament van ser convertides per a propòsits especials ja fora per protegir a altres llanxes de desembarcament durant els atacs o com a armes de suport durant els desembarcaments.

### Llanxa de desembarcament d'assalt britànica
La LCA (HR) (en anglès: Landing Craft Assault, Hedgehog) era una LCA britànica convertida. Estava equipada amb una bateria de 23 morters d'espiga i l'arma antisubmarina Eriçó (en anglès, Hedgehog) de l'Armada Real, en comptes de tropes. Els morters eren disparats com una barrera cap a la platja per netejar-les de mines i altres obstacles. Després d'haver disparat els seus morters la LCA (HR) deixaria l'àrea de la platja. Eren remolcades a la platja objectiu per mitjà d'embarcacions més grans, tals com un LCT, mentre s'usaven equips d'assalt equipats amb els seus vehicles i equips especialitzats.

### Llanxa de desembarcament antiaèria

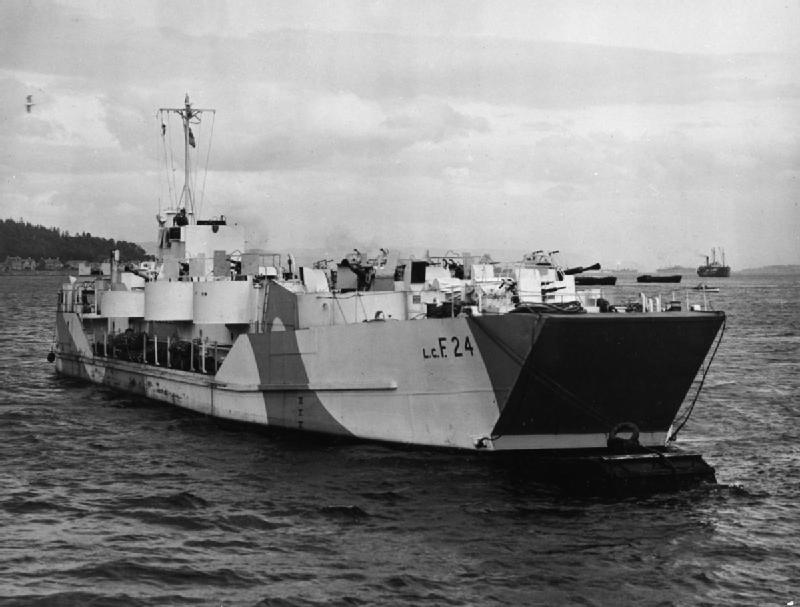
LCF 24

La Llanxa de Desembarcament Antiaèria (en anglès: Landing Craft Flak, LCF) era una conversió d'una LCT, amb el propòsit de donar suport antiaeri al desembarcament. Van ser usades per primera vegada en el desembarcament de Dieppe a principis de l'any 1942. La rampa era soldada damunt de la coberta de tancs. Estaven equipades amb diversos canons antiaeris lleugers; una configuració típica era de vuit canons de 20 mm Oerlikon i quatre de 2 lliures i tenien una tripulació de 60 homes. L'operació de l'embarcació era responsabilitat de la tripulació de l'Armada i els canons eren operats per Infants de Marina. Aquestes llanxes eren comandades per dos oficials de l'Armada i dos oficials de la Infanteria de Marina.

### Llanxa de desembarcament artillada

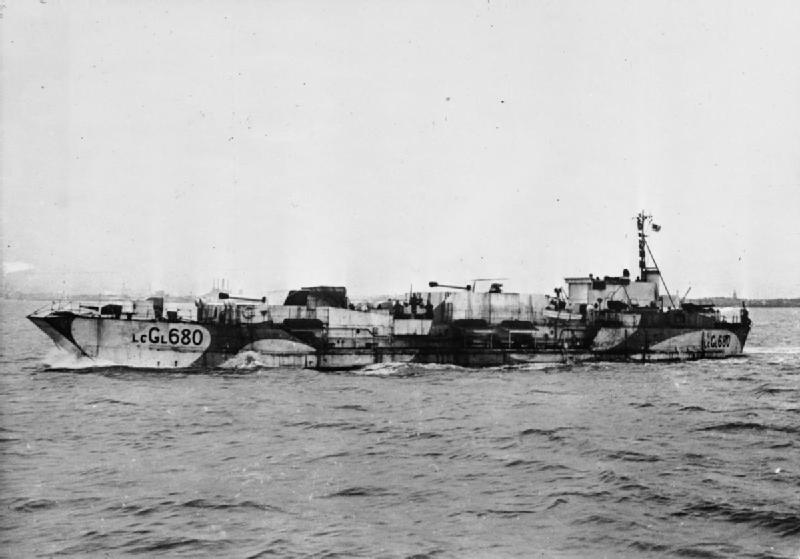
LCG (L) 680

La Llanxa de Desembarcament Artillada (en anglès: Landing Craft Gun, LCG) va ser una altra conversió d'una LCT, ideada amb el propòsit de donar suport artiller al desembarcament. A més de l'armament de canons antiaeris Oerlikon de 20mm normal d'una LCT, cada LCG (Mitjana) tenia instal·lats dos canons en muntatges blindats, mentre que les LCG (L)3 i LCG (L)4 tenien dos canons navals de 4,7 polzades (19,4 mm). La tripulació era similar a la de la LCF. Les LCG van tenir un paper molt important en les operacions de Walcheren a l'octubre de 1944.

### Llanxa de desembarcament llançacoets
La Llanxa de Desembarcament de Tancs (Llançacoets) (en anglès: Landing Craft Tank (Rocket), LCT (R)), era una LCT modificada per portar una gran quantitat de llançadors per usar els coets britànics RP-3 de 60 lliures (25 kg) muntats sobre la coberta de tancs. Tot el conjunt de llançadors sumaven més d'1.000 i les recarregues totalitzaven 5.000 unitats mantingudes sota coberta. Es deia que el poder de foc era equivalent al proporcionat per 80 creuers lleugers o 200 destructors.
El mètode d'operació era ancorar davant de la costa apuntant cap a on s'anava a realitzar el desembarcament. La distància a la platja era mesurada usant un radar i s'ajustava l'elevació dels llançadors d'acord amb la distància calculada. La tripulació es protegia sota coberta, excepte per l'oficial al comandament que s'instal·lava en un espai protegit per disparar els llançadors, la seqüència de llançament era activada elèctricament. El llançament podia incloure a tot el conjunt de llançadors o files individuals de coets.
Una recàrrega completa era una operació molt intensiva en mà d'obra i almenys una LCT (R) es va posar al costat d'un creuer per obtenir l'ajuda d'una partida de treball proporcionada pel vaixell més gran per assistir-ho en el procés de recàrrega.

### Llanxa de desembarcament de suport

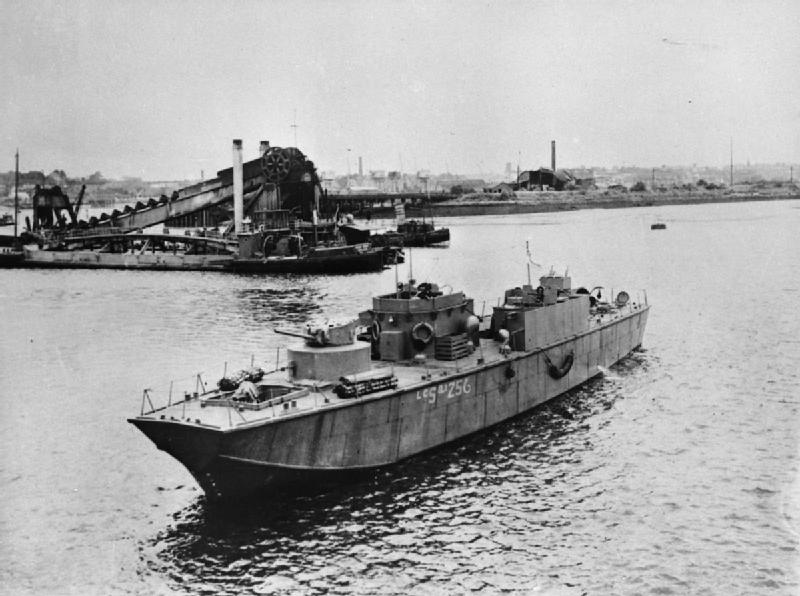
LCS 256 - una LCS(L)

Les Llanxes de Desembarcament de Suport (en anglès: Landing Craft Support, LCS) eren usades per donar suport de foc proper a les operacions de desembarcament.
Les Llanxes de Desembarcament de Suport (Mitjà) (en anglès: Landing Craft Support (Medium), LCS(M)), Mark 2 i Mark 3 van ser usats per les forces britàniques en les operacions de desembarcament de Normandia. Les tripulacions pertanyien a la Royal Navy i operaven les armes la infanteria Royal Marines: dues metralladores Vickers de 0,5 polzades (12,7 mm) i un morter de 4 polzades (102 mm) per disparar projectils de fum.
A la Llanxa de Desembarcament de Suport (Gran) Fairmile H (en anglès: Landing Craft Support, Large, LCS (L)) se li va bastir de blindatge al seu casc, que era de fusta, i una torreta amb un canó antitanc que tenia instal·lada. La LCS (L) Mark 1, tenia una torreta amb una protecció de blindatge Daimler amb el seu canó QF de 40 mm. El Mark 2 tenia un canó antitanc QF de 57 mm.
La Llanxa de desembarcament de suport nord-americana era més gran. Totes eren armades amb un canó de 3 polzades (76 mm), diversos canons més petits i 10 lançacoets Mk 7.

### Vaixell de desembarcament inflable
Sovint s'utilitzaven bots inflables per desembarcar tropes en operacions amfíbies que havien estat transportades en navilis d'alta velocitat i submarins. Estats Units va usar dos tipus de bots inflables, un Bot de Desembarcament, Goma (Petit) (en anglès: Landing Craft, Rubber (Small), LCR-S) de 7 homes i un Bot de Desembarcament, Goma (Gran) (en anglès: Landing Craft, Rubber (Large), LCR-L) de 10 homes.

## Llanxes de desembarcament actuals

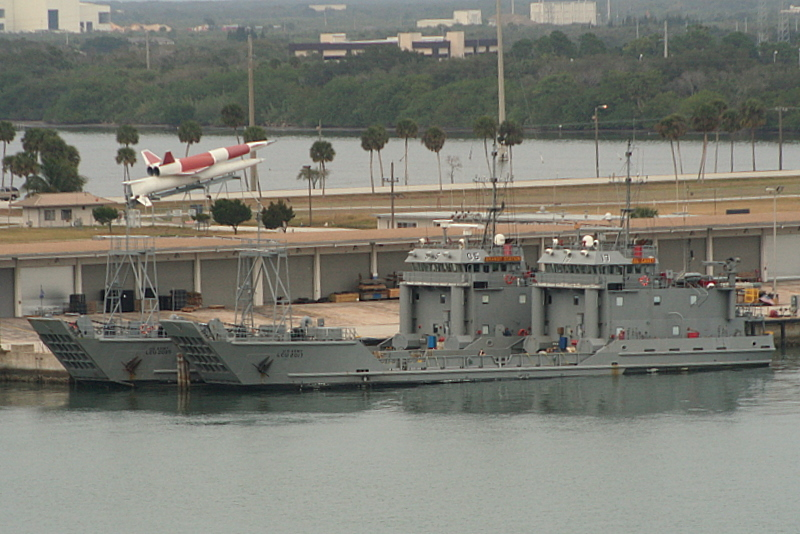
Embarcacions pertanyents a l'Exèrcit dels Estats Units Brandy Station (LCU-2005) i El Caney (LCU-2017) atracades en Port Canyar, Florida.

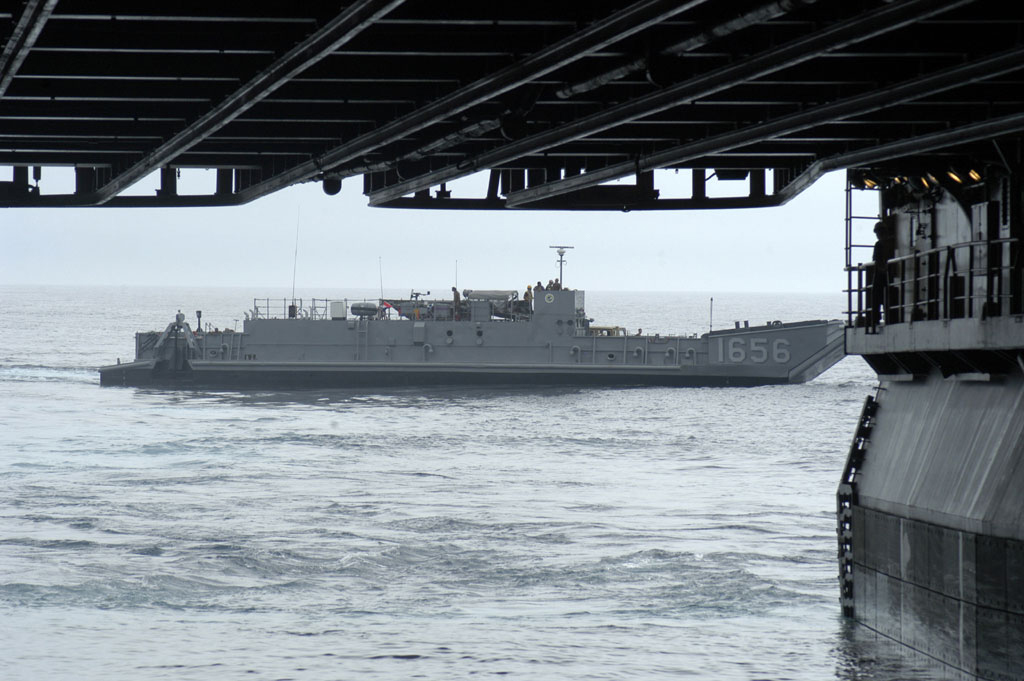
La LCU-1656 s'allunya del vaixell USS Bataan (LHD-5) durant les operacions d'ajuda després de l'Huracà Katrina en 2005.

### Llanxes de desembarcament i d'ús general mecanitzades amfíbies
Les llanxes de desembarcament i d'ús general mecanitzades es coneixen comunament com a llanxes o bots de desembarcament amfibi. Aquestes eren del mateix tipus ja utilitzat durant la Segona Guerra Mundial i mentre que les llanxes de desembarcament mecanitzades actuals són de construcció similar, s'hi han afegit moltes millores. Normalment tenen motors diésel, les llanxes de desembarcament (tals com la LCM-8 de l'Armada dels Estats Units) són capaces de portar una càrrega militar de 183 tones a una velocitat de 22 km/h (14 mph) portant equips pesats tals com a carros de combat M1 Abrams. Normalment les llanxes de desembarcament amfibi tenen instal·lades diverses metralladores o armes similars per ser usades en defensa de les tropes i vehicles que porten.

### Llanxes de desembarcament aerolliscants

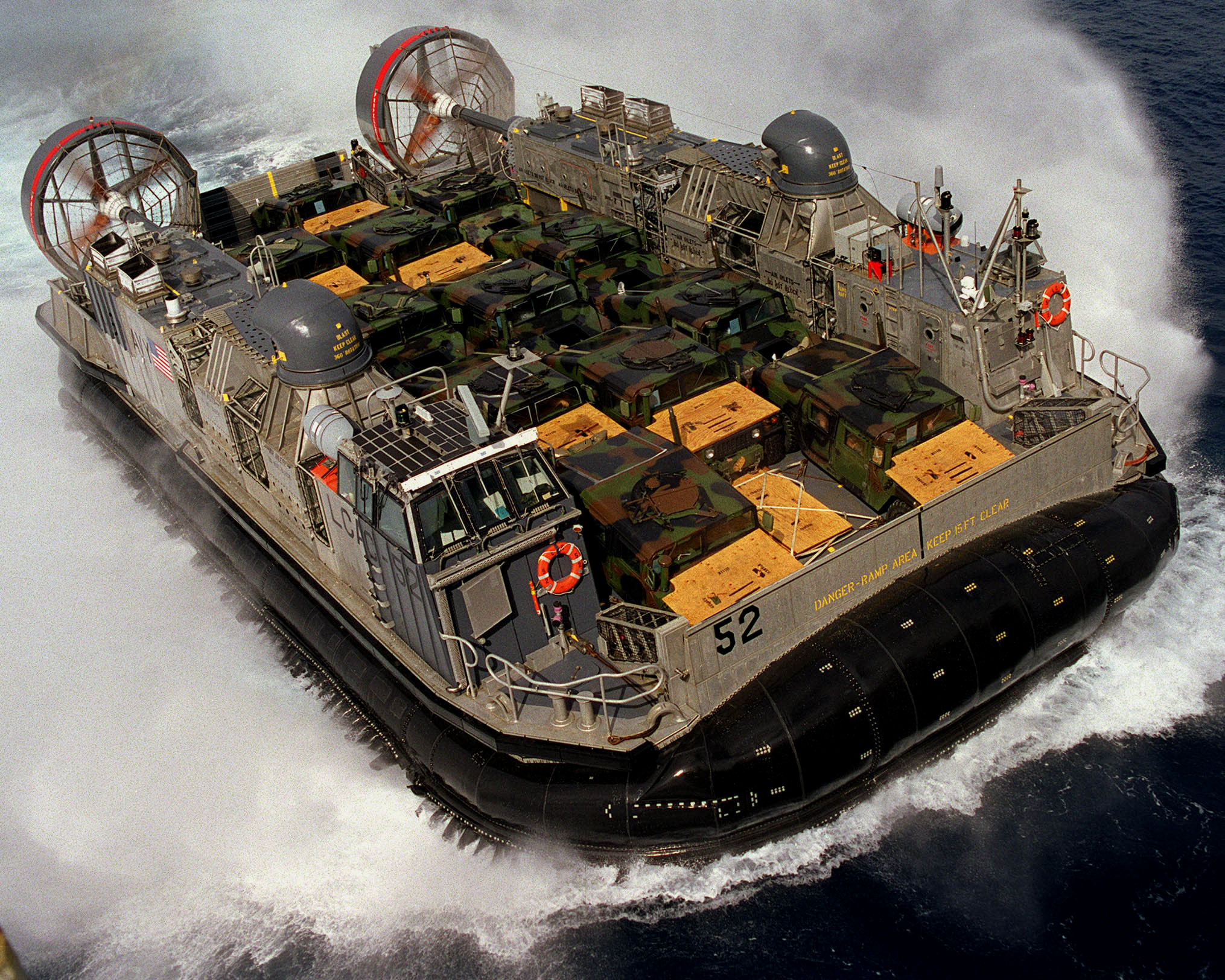
Llanxa aerolliscant del tipus hovercraft.

Una llanxa de desembarcament aerolliscant (en anglès (Landing craft air cushion, o LCAC a la Marina dels the EUA) es muntada sobre aerolliscador de propòsit múltiple de petita a mitjana grandària, també se'l coneix com a embarcació de "sobre la platja" (en anglès: Over The Beach, OTB). Aquest tipus d'embarcacions permeten que les tropes i materials puguin accedir a més del 70 per cent de les línies de costa del món, mentre que les embarcacions de desembarcament tradicionals solament poden accedir al 15 per cent d'aquesta línia costanera. Com les llanxes de desembarcament mecanitzades, aquestes embarcacions usualment estan equipades amb metralladores, encara que també poden estar equipades amb llençagranades i armes pesants. Aquest tipus d'embarcacions són usades per la Marina dels Estats Units, la Royal Navy britànica, l'Armada de Rússia i l'Armada Grega.

## Barcasses de desembarcament

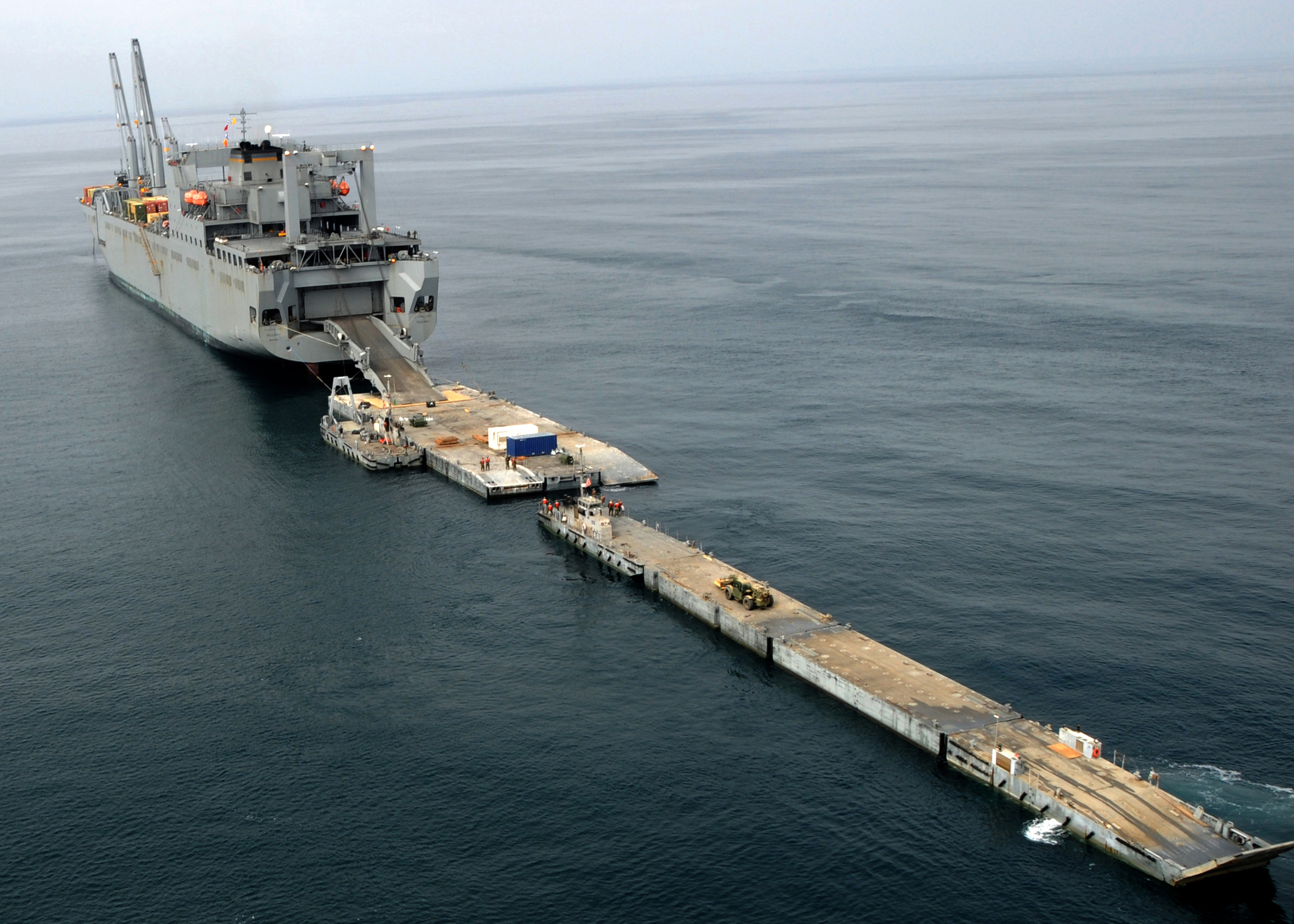
Sistema de traspàs de càrrega de l'Armada dels Estats Units - les actuals barcasses de desembarcament.

Les barcasses de desembarcament van ser adaptacions de les barcasses del riu Tàmesi i de les gavarres britàniques. Tenien una grandària entre les llanxes i els vaixells de desembarcament. Durant el desembarcament a Normandia es varen usar a totes les platges per tripulacions britàniques.
Algunes estaven equipades amb motors mentre que unes altres van ser remolcades fins a les platges. Van ser usades per a la defensa, transport, logística (menjar, aigua i combustible) i reparacions (equipades com a tallers).
Les equipades per transportar vehicles estaven configurades amb una rampa instal·lada en la part posterior i havien d'apropar-se retrocedint a les platges. Les transportaven vaixells de cabotatge per ser empeses fins o retirades des de les platges.
De la mateixa manera que les llanxes de desembarcament, les barcasses estaven equipades amb canons antiaeris: dos Bofors de 40 mm i dos Oerlikon de 20 mm, amb artillers de l'exèrcit i tripulació de l'armada.
La barcassa de desembarcament amb cuina (en anglès: Landing Barge, Kitchen, LBK) estava configurada com una gran superestructura que contenia una cuina. Amb una tripulació de més de 20 tripulants aquestes naus podien transportar menjar per 800 persones per una setmana i oferir 1.600 menjars calents i 800 menjars freds per dia, incloent pa acabat de sortir del forn.